# Farcádi Sándor
Farcádi Sándor, családi nevén Sándor Áron, farcádi (Farcád, 1889. december 23. – Budapest, 1952. november 16.) magyar költő és újságíró.

## Életútja
Középiskolát Székelyudvarhelyen végzett, ugyanott később kishivatalnok, 1920 után Brassóban tisztviselő. 1942-ben Budapestre költözött. Írásait a Zord Idő, Pásztortűz, Ellenzék közölte; 1925-ben a Brassói Lapok irodalmi kritikusa, 1926-tól a KZST tagja. Költeményeiből kicseng a sanyarú gyermeki sors és a háború borzalmai közt szerzett kiábrándultság. A székely népnyelvvel művészien tudott bánni; játszi jókedvében is fanyarságot közvetít, humora keserű, múló szépségek nosztalgiájával terhes. Verskötetei: Versek (Brassó, 1923); Fenyő a Hargitán (Brassó 1926); Szánts ekém, szánts (Brassó 1931).